# 立格联盟
立格联盟（英語：Legal Alliance），是中华人民共和国的全国政法类大学联盟。“立格”由英文legal音译而来，有确立规矩、建立规格、创立制度、树立标准的意思。

## 历史
2010年5月30日，中国五所政法院校，即北京中国政法大学、重庆西南政法大学、上海华东政法大学、武汉中南财经政法大学、西安西北政法大学共同创立该联盟。这五家院校正是政法五院四系中的“五院”。
此后，兰州甘肃政法大学、上海政法学院、济南山东政法学院、郑州河南财经政法大学相继加入，立格联盟院校已经扩展到9所。

## 成员
现有成员：
- 北京中国政法大学
- 重庆西南政法大学
- 上海华东政法大学
- 武汉中南财经政法大学
- 西安西北政法大学

- 兰州甘肃政法大学
- 上海政法学院
- 济南山东政法学院
- 郑州河南财经政法大学